# Celestín Mrázek
Celestín Mrázek, né 1941, à Prague, en Tchécoslovaquie, est un ancien joueur et entraîneur tchécoslovaque de basket-ball. Il est le père de Harold Mrazek et le frère de Jan Mrázek.

## Biographie
Le journal suisse L'express dans son édition du 19 mai 1972 évoque l'arrivée d'un nouveau joueur-entraîneur au Fribourg Olympic. "Célestin Mrazek qui evoluait avec la formation française de Denain au cours de la Saison 1971-72. Agé de 31 ans et mesurant 204 cm, il a évolué à 33 reprises avec l'équipe nationale de Tchécoslovaquie. Il était aussi maître de sport, diplômé de  l'Université de Prague."

## Palmarès
- Finaliste du championnat d'Europe 1967
- Champion de Tchécoslovaquie 1960